# There's No Other Way
«There's No Other Way» —en español: «No hay otra manera»— es una canción de la banda inglesa Blur, lanzada el 15 de abril de 1991 como el segundo sencillo de su álbum debut Leisure.

## Contenido
La canción utiliza un ritmo y un sonido de pandereta típico de las canciones de la escena Madchester/Baggy.

## Video musical
El video de la canción (lanzado en 1991) fue dirigido por David Balfe,[cita requerida]  el ex-tecladista de The Teardrop Explodes y propietario del sello de Blur Food Records. El video fue producido por Anita Staines a través de Radar Films.
El video comienza con un primer plano de un gusano que avanza lentamente por el pasto. Se deja caer una bola rosa junto al gusano y una niña la recoge y se la arroja a su hermana gemela que está cerca. La escena se corta dentro del comedor/cocina de una casa suburbana, con Albarn y el resto de la banda sentados en una mesa. Una mujer, que se supone que es la madre, coloca platos en la mesa con la ayuda de las niñas, que incluyen un pastel de pollo, zanahorias, brócoli, sopa, panecillos, salsa y papas.
Luego se une a la familia un hombre que se supone es el padre, y todo el grupo se sumerge en la comida. Durante la comida, Albarn ocasionalmente deja de comer, mira a la cámara y canta la letra.
Una vez terminada la cena, la madre se levanta de la mesa y saca un trifle de un armario, que sostiene frente a su cara. Luego, la cámara se distorsiona y se agita, la vista se llena con una variedad de filtros coloridos y ruidosos aplicados al video. La familia mira a la madre con una mezcla de aprensión y emoción a medida que la película se distorsiona y se llena de efectos. Cuando termina la canción, la cámara vuelve a recortar una imagen clara del gusano arrastrándose por la hierba de nuevo.
También se lanzó una versión promocional en Estados Unidos. Contiene la versión única de la canción que se diferencia de la versión del álbum en la duración del primer y segundo estribillo.

## Lanzamiento y recepción
La canción fue el primer top 10 de la banda en el Reino Unido, alcanzando el número 8 en el UK Singles Chart. El sencillo también fue un éxito menor en los EE. UU., alcanzando el número 82 en el Billboard Hot 100, y el número cinco en la lista Billboard Modern Rock Tracks.
Alan Jones de Music Week le otorgó a la canción su «Pick of the Week», escribiendo: «Blur está destinado a triunfar con esta delicia post-psicodélica, que sangra órganos, impulsada por la guitarra, una pista de baile y un monstruo amigable con la radio en ciernes». Linda Ryan del Gavin Report lo llamó una «canción pop alucinante con una voz entrecortada con un ritmo house groovin'... Es una vibra perfecta entre los 60' y los 90' con un hook innegable que pide otra reproducción». En Smash Hits, Miranda Sawyer dijo: «¡La canción es fabulosa! Muchas guitarras y suena como los 60', con una melodía que es tan pegadiza que casi llega a ser Single Of The Fortnight».

## Legado
Una versión reproducible de la canción está disponible para la serie de videojuegos Rock Band, y está disponible para descargar para Guitar Hero 5. Kurt Cobain de Nirvana le dijo a NME que «There's No Other Way» era su canción británica favorita de 1991.

## Lista de canciones
- CD

1. «There's No Other Way»
2. «Inertia»
3. «Mr Briggs»
4. «I'm All Over»

- 7" y casete

1. «There's No Other Way»
2. «Inertia»

- 12" Remix

1. «There's No Other Way» (12" remix)
2. «Won't Do It»
3. «Day Upon Day» (en vivo)

- 12"

1. «There's No Other Way» (versión extendida)
2. «Inertia»
3. «Mr Briggs»
4. «I'm All Over»

## Posicionamiento en listas
| Lista (1991-1992)                     | Posición |
| ------------------------------------- | -------- |
| Australian Singles Chart              | 113      |
| UK Singles Chart                      | 8        |
| Estados Unidos (Billboard Hot 100)    | 82       |
| US Cashbox Top 100                    | 61       |
| Estados Unidos (Alternative Airplay)  | 5        |
| Estados Unidos (Hot Dance Club Songs) | 15       |

## Personal
Blur
- Damon Albarn – voz, órgano, producción en «Inertia», «Mr Briggs», «I'm All Over» y «Won't Do It»
- Graham Coxon – guitarra, coros, producción en «Inertia», «Mr Briggs», «I'm All Over» y «Won't Do It»
- Alex James – bajo, producción en «Inertia", «Mr Briggs», «I'm All Over» y «Won't Do It»
- Dave Rowntree – batería, producción en «Inertia», «Mr Briggs», «I'm All Over» y «Won't Do It»

Músicos adicionales
- Stephen Street – producción en «There's No Other Way»